# 路易斯·馮西
路易斯·阿方索·羅德里格茲·羅佩茲-謝佩羅（西班牙語：Luis Alfonso Rodríguez López-Cepero，1978年4月15日—），藝名為路易斯·馮西（西班牙語：Luis Fonsi），是一位波多黎各歌手、作曲家以及演員，以歌曲〈Despacito〉聞名。2018年與新加坡華語歌手林俊傑合作該首歌華語版（其译名为“缓缓”）。
路易斯·冯西获得了他的第一个拉丁格莱美奖年度最佳唱片提名，并凭借歌曲《Aqui Estoy Yo》获得了年度最佳歌曲。这首歌还获得了三项告示牌拉丁音乐大奖。《Despacito》成为冯西最成功的作品，获得四项拉丁格莱美奖，七项Billboard拉丁音乐奖，五项Billboard音乐奖，并获得三项格莱美奖提名。他还凭借与黛米·洛瓦托(Demi Lovato)合作的《Echame la Culpa》获得了一个拉丁美洲音乐奖。
截至2018年，他的“Despacito”已经打破了6项吉尼斯世界纪录，并卖出了1100多万份唱片。截至2023年10月，《Despacito》在YouTube上的播放量已超过80亿次，是目前YouTube上观看次数第二多的影片。

## 早年生活
路易斯·冯西于1978年4月15日出生在波多黎各的圣胡安，是阿方索·罗德里格斯（Alfonso Rodriguez）和迪莉娅·洛佩斯·塞佩罗（Delia Lopez-Cepero）的长子。他有两个弟妹:同样是歌手的琼·罗德里格斯(Jean Rodriguez)和塔蒂亚娜·罗德里格斯(Tatiana Rodriguez)。
在成长过程中，冯西非常崇拜流行团体Menudo、和圣胡安儿童合唱团的明星。
他就读于佛罗里达州奥兰多市的菲利普斯博士高中，并参加了一个名为“大人物”（Big Guys）的组织，他和该组合的其他几位成员现在都是好朋友。他们在学校聚会和当地节日里唱歌。该组合的成员之一乔伊·法托内后来加入了超级男孩。
1995年，冯西获得全额奖学金进入佛罗里达州立大学音乐学院学习。他还加入了学校的合唱团——佛罗里达州立大学合唱团，并与伯明翰市交响乐团一起演唱。为了追求音乐事业，他最终退学了。不久之后，环球拉丁音乐公司向他提供了一份唱片合同。

## 职业
1998-2006:早期专辑
1998年，路易斯·冯西录制了他的首张专辑《Comenzare (I Will Begin)》。该唱片在公告牌顶级拉丁专辑排行榜上排名第11位，包括单曲“Si Tu Quisieras”、“Perdoname”、“Dime Como”和“Me Ire”。Comenzare在波多黎各和整个拉丁美洲大受欢迎，Fonsi在哥伦比亚、多米尼加共和国、萨尔瓦多、墨西哥和委内瑞拉等市场表现良好。他2000年的续集《Eterno》更成功。大约在这个时候，Fonsi还在她2000年的西班牙语专辑《Mi Reflejo》中与Christina Aguilera录制了二重唱。2000年5月1日，丰西在罗马举行的“无债世界大禧年音乐会”上演出，教皇约翰·保罗二世出席了这场户外音乐会。同一年，Ednita Nazario凭借一首Fonsi创作的歌曲获得了拉丁格莱美奖。他还和其他艺术家在白宫表演，向9·11袭击的受害者表示敬意。
2002年，路易斯·冯西作为布兰妮·斯皮尔斯在美国和墨西哥的“梦想中的梦想”巡演的开场表演嘉宾。同年，他推出了自己的英文专辑《Fight the Feeling》，试图与首支单曲《Secret》进行交叉。2003年，路易斯·冯在中国举办的2003年世界小姐(Miss World)上向全球数十亿观众表演。
他的第五张CD《Abrazar la vida》卖得很好，在欧洲开辟了新的市场。《¿Quien Te Dijo Eso?》在公告牌拉丁排行榜上登顶。在录音室录制下一张专辑时，Fonsi录制了《Amazing》，这是他与辣妹爱玛·邦顿(Emma Bunton)在2004年的专辑《Free Me》中的二重唱。他的第六张CD《帕索阿帕索（Pass a Paso)》以第一名的身份首次亮相，并将他推向了国际市场。《Nada Es Para Siempre》也登上了音乐排行榜的首位，并获得了拉丁格莱美奖的提名。2006年，他为《El Piruli》献唱了一首经典波莱罗舞曲《Historia de un Amor》，这是一张向Victor Yturbe致敬的专辑。
2007-15: Silencio Palabras del Silencio, Tierra Firme, and 8
2007年，路易斯·丰西被选为拉美男子乐队Menudo新版本的评委之一。这支乐队将融合英语和西班牙语的都市、流行和摇滚音乐，并以索尼BMG史诗唱片公司(Sony BMG Epic Records)的名义发行多张专辑。在洛杉矶、达拉斯、迈阿密、纽约等不同城市举行了几场海选。冯西参加了达拉斯的比赛，他们和电台播音员丹尼尔·卢纳一起挑选了各种各样的参赛者，在他们的挑选中，新星JC·冈萨雷斯是25名被选中的选手之一。
他的第七张CD, Palabras del Silencio，首次亮相并在冠军位置停留了好几个星期。2008年9月，路易斯·冯西凭借歌曲《No Me Doy por Vencido》首次进入美国公告牌（Billboard）百强单曲榜，首秀排名第98位，并在第92位达到顶峰。这首歌在公告牌热门拉丁歌曲排行榜上登顶，是他迄今为止最热门的歌曲之一。《No Me Doy por Vencido》成为Billboard的“十年拉丁流行歌曲”，并连续21周蝉联热门拉丁歌曲排行榜冠军。
2009年11月，路易斯·冯西凭借作品《Aqui Estoy Yo》荣获拉丁格莱美奖“年度最佳歌曲”
2009年12月11日，路易斯·冯西在奥斯陆的诺贝尔和平奖音乐会上为奥巴马总统颁奖
2011年，冯西发行了专辑Tierra Firme，并在拉丁美洲进行巡回推广
2011年7月9日，《Billboard》杂志将路易斯·冯西评为“拉丁音乐新一代领袖”
2014年，冯西发布了他的专辑《8》，这是他的第8张职业专辑。之后，他在2014-15年进行了名为“Somos Uno”的巡演。他还提到表演将是他的职业道路，他不介意和墨西哥演员一起表演。
2017-至今:《Despacito》在国际上的成功
2017年1月，路易斯·冯西和扬基老爹主演的《Despacito》MV上映。2018年4月5日，这首歌的MV在YouTube上的点击量达到了50亿次，成为了几乎所有拉丁公告牌排行榜的冠军。截至2020年8月路易斯·冯西与洋基老爹合作的《Despacito》MV在YouTube上的浏览量超过了69亿次，是世界上观看次数最多的MV。2017年4月，这首歌原声与加拿大歌手贾斯汀·比伯（Justin Bieber）合作，被制成英文混音版。截至2017年5月27日，这首由比伯制作的混音歌曲在美国公告牌百强单曲榜上登顶，成为路易斯·冯西和扬基老爹的首个排行榜冠军，同时比伯的排行第五名。贾斯汀·比伯在波多黎各的一场演出中宣传了这首混音版，并邀请路易斯·冯西上台和他一起表演二重唱。这首歌连续16周蝉联榜首，与由玛丽亚·凯莉和Boyz II Men共同演唱的《甜蜜的一天（One Sweet Day)》，并列成为史上蝉联榜首时间最长的歌曲。
2017年11月，他与黛米·洛瓦托(Demi Lovato)合作发布了《Echame la Culpa》这首歌，这首歌在热门拉丁排行榜上排名第三。这首歌获得了2018年拉丁美洲音乐奖的年度歌曲，并获得了MTV音乐录影带大奖的最佳拉丁歌曲提名。截至2018年，这首歌在全球的销量超过了100万张。

## 歷年專輯
| 年度 | 專輯名稱              |
| ---- | --------------------- |
| 1998 | Comenzaré             |
| 2000 | Eterno                |
| 2001 | Remixes               |
| 2002 | Amor Secreto          |
| 2002 | Fight the Feeling     |
| 2003 | Abrazar la vida       |
| 2005 | Paso a paso           |
| 2006 | Éxitos 98:06          |
| 2008 | Palabras del Silencio |
| 2011 | Tierra Firme          |
| 2014 | 8                     |
| 2019 | Vida                  |

## 外部連結
- 路易斯·馮西的Facebook專頁
- 路易斯·馮西的X（前Twitter）
- 路易斯·馮西的Instagram帳戶
- Universal Music Latin Entertainment | Luis Fonsi
- Official website （页面存档备份，存于）
- 路易斯·馮西在互联网电影资料库（IMDb）上的資料（英文）
- 路易斯·馮西在SoundCloud上的页面
- Fonsi on AOL music （页面存档备份，存于）